# Martin Wierstra
Martin Wierstra (Ámsterdam, 29 de mayo de 1928-Ámsterdam, 23 de octubre de 1985) fue un deportista neerlandés que compitió en ciclismo en la modalidad de pista. Ganó una medalla de plata en el Campeonato Mundial de Ciclismo en Pista de 1960, en la prueba de medio fondo.

## Medallero internacional
| Campeonato Mundial | Campeonato Mundial | Campeonato Mundial | Campeonato Mundial |
| Año                | Lugar              | Medalla            | Competición        |
| ------------------ | ------------------ | ------------------ | ------------------ |
| 1960               | Leipzig ( RDA)     | Medalla de plata   | Medio fondo (P)    |